# Brachyteles arachnoides
Il murichi meridionale (Brachyteles arachnoides E. Géoffroy, 1806) è un primate platirrino della famiglia degli Atelidi.

## Distribuzione
Il loro areale è frammentato fra gli stati di Paraná e San Paolo: si tratta di animali endemici della foresta atlantica brasiliana.

## Descrizione

### Dimensioni
Misura più di un metro e mezzo di lunghezza, di cui la metà spetta alla coda, per un peso che raggiunge i 15 kg: queste misure ne fanno una delle platirrine di maggiori dimensioni.

### Aspetto
Il pelo è uniformemente grigio dorato, ad eccezione della faccia, che è nerastra, come se fosse coperta di fuliggine (da qui il nome comune brasiliano di mono carvoeiro, "scimmia carbone") e della zona dei genitali, dove il pelo tende al rossastro.

La coda è assai lunga, prensile e sensibile, dalla zona terminale glabra: le braccia, anch'esse molto lunghe, presentano mani a forma di uncino con pollici opponibili solo sugli arti posteriori, mentre quelli posteriori sono regrediti ed in forma vestigiale.

Il ventre è molto prominente, ed i genitali hanno grandi dimensioni sia nel maschio che nella femmina, che ha un grosso clitoride ricoperto da una rada peluria rossiccia.

## Biologia
Sono animali diurni ed essenzialmente arboricoli: si muovono in fila indiana nella volta della foresta, in modo tale che il primo esemplare testa i rami migliori per procedere e si evitano movimenti casuali che potrebbero portare a cadute e ferimenti anche gravi. Il movimento fra i rami avviene tramite brachiazione, con la coda che funge da quinto braccio.

Le femmine hanno un ruolo importante nella vita dei gruppi: avendo grossomodo le stesse dimensioni dei maschi, questi ultimi non possono sottometterle con la forza. I gruppi tendono a non suddividersi mai in sottogruppi, come accade ad esempio nelle scimmie ragno, ma restano sempre uniti e si muovono assieme alla ricerca di cibo. I combattimenti fra animali sia dello stesso gruppo che di gruppi diversi raramente ricorrono alla violenza, probabilmente perché trattandosi di animali arboricoli è molto facile per loro cadere da grandi altezze.

Questi animali sono stati cacciati in massa dall'uomo: i primi europei si fermavano sulle coste brasiliane all'unico fine di ucciderne in quantità, per fare una buona scorta di carne. Al giorno d'oggi, rimangono meno di 500 esemplari di questa specie, frammentati in numerosi gruppi anche molto distanti fra loro.

### Alimentazione
Si nutrono di frutta, foglie, fiori ed alcune specie di semi (Bicuiba e Jatoba): quando un gruppo trova una fonte di cibo, come ad esempio un grosso albero da frutto, tende a scacciare tutte le altre specie animali che si trovano nelle vicinanze di questa al fine di eliminare ogni forma di concorrenza. Qualora invece il gruppo trovi una fonte di cibo non ancora matura, i vari esemplari si accampano nei pressi di quest'ultima, mangiando foglie in attesa che i frutti maturino al punto giusto.

### Riproduzione
Il periodo riproduttivo cade durante la stagione secca, fra marzo e settembre. I maschi non competono per potersi accoppiare, ma spesso aspettano semplicemente che una femmina recettiva gli si avvicini, a volte messi in fila: vi è una certa promiscuità, in quanto sia le femmine che i maschi si accoppiano con più esemplari.

La gestazione dura circa 8 mesi, al termine dei quali viene dato alla luce un unico cucciolo che viene accudito principalmente dalle femmine, che inizialmente si attacca al ventre materno, mentre attorno ai sei mesi si arrampica sul dorso.

I cuccioli vengono svezzati attorno ai due anni d'età: a questo punto, la madre caccia via il cucciolo, che solitamente se maschio resta nel proprio gruppo natio, mentre se femmina abbandona il gruppo per andare ad unirsi a nuovi gruppi.

La maturità sessuale viene raggiunta attorno ai 5 anni dalle femmine, mentre i maschi sono più tardivi ed impiegano circa 8 anni prima di potersi dire maturi sessualmente.